# Robert Adam

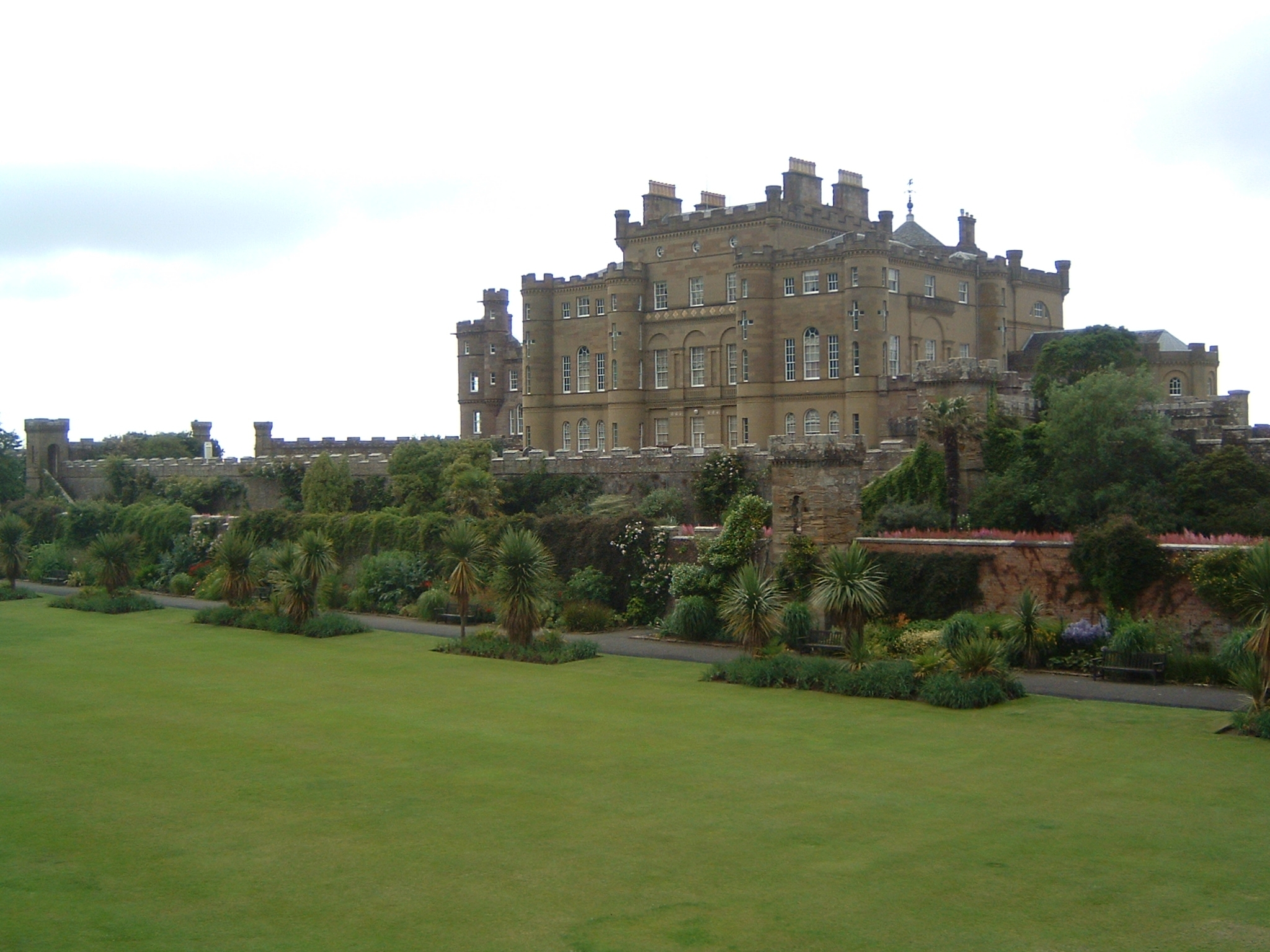
Culzean-kastély, Ayrshire, Skócia

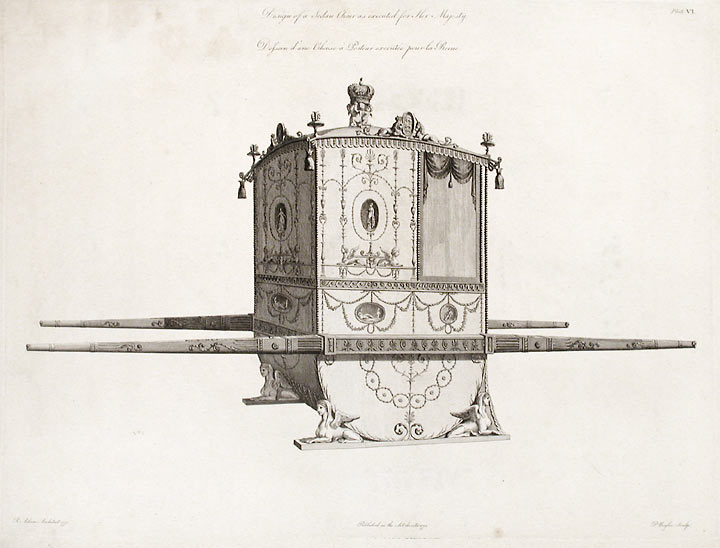
Gyaloghintó rajza, 1775

Robert Adam (Kirkcaldy, Fifeshire, 1728. – London, 1792. március 3.) brit építész.
Angliában a klasszikus egyszerűség legnépszerűbb és legtermékenyebb visszaállítói Sir William Chambers mellett az Adam testvérek voltak, Robert és James (megh. 1794). Legjelentősebb közös alkotásuk egy teljes házsor, amelyet Adelphi-nek neveztek, ez sajnos már elpusztult. Díszítőelemekből, szalagokból, medaillonokból és girlandokból egész antikos „kelléktárat” terveztek, amelyeket még ma is alkalmaznak, főleg angolszász területeken „Adam Style” (Adam-stílus) néven. Az Adam-stílus valamennyi eleme a klasszikus görög és római vagy etruszk művészetből való. Az Adam testvérek klasszicizmusa közel állt a francia XVI. Lajos stílushoz, amelyből nem egyszer merítettek. Továbbá az angol klasszicista építészet is elválaszthatatlan a folyamatosan élő és ható angol hagyományoktól, a palladionizmustól és a gotizálástól. Robert Adam is kései alkotásaiban nagy sikerrel alkalmazta a hagyományos elemeket. Robert Adamot eredetisége, képzelőereje, dekoratív érzéke, terveinek megvalósíthatósága a 18. század egyik legkiválóbb brit építészévé avatták. Egyik legismertebb alkotása a Luton Hoo (Luton, Bedfordshire).

## Élete és munkássága
Jeles skót építész családból származott. Apja William Adam (megh. 1748) a Vitruvius Scoticus szerzője és a szigorú római formákban épült Glasgow-i Egyetem könyvtárának építője. William Adam lakóházai és belsőépítészeti alkotásai barokk stílusban épültek. Fiai, Robert és James azáltal váltak híressé, hogy hadat üzentek a palladiánizmusnak és visszatértek az ókori építészet formakincseihez. Robert Adam az európai építészet tanulmányozása céljából négy évet utazgatott Európában, 1754-58 között. Két évet töltött Rómában az ókori nevezetességek megismerése céljából, az „örök város”ban megismerkedett a dekoratív hajlamú rajzoló, rézkarcoló, műtörténész Giovanni Battista Piranesivel. Itáliát Charles-Louis Clérisseau „antikizáló” építész társaságában járja be, ellátogatnak Spalatóba (ma: Split) Diocletianus palotájának romjait megvizsgálni. Londonba visszatérve, 1764-ben ki is adott Robert Adam egy könyvet: Diocletianus spalatói palotájának romjai címmel, benne terveket készített a palota helyreállításához és számos szép rézmetszettel illusztrálta.
Először vidéki megrendelésekhez jutott, majd Londonban is egyre több feladattal látták el, fivérével együtt dolgozott. 1762-től 1768-ig a „Sole Architect to the King and the Board of Works” magas hivatalát töltötte be. A XVIII. században a mesterség, a megélhetés forrása apáról fiúra szállt, és mivel az apa kiváló építész volt, így a fiai is boldogultak, kaptak megrendelést. Az Adam testvérek sikerének titka sajátos dekorációs stílusukban rejlik. A mennyezetmotívumok a római síremlékekre, a faldíszítések Herculaneumra és Pompeiire, az építészeti formák pedig Palmyrára és Baalbekre emlékeztetnek. Számos motívumot Raffaellótól, Clérisseau-tól, a görög vázafestészetből és az angol Palladio-utánzatokból vettek át, de bárhonnan is származtak, Robert Adam szintetizálni tudta azokat a klasszicista stílussal. A belsőépítészetnek, sőt az iparművészetnek is nagy mesterei voltak. Robert Adam belső architektúrái olyan finomak és változatosak, hogy ma is modernek. Tekintélyt vívott ki magának az építészet világában, s ahogyan a hagyományos angol kultúrát össze tudta egyeztetni az új stílusiránnyal, s ahogyan az új stílusirányt alkalmazni tudta, ez már a csúcs.
Tervezője volt az edinburgh-i egyetemnek, a Szent György-templomnak, a Register House-nak, számos vidéki főúri kastélynak és londoni lakóháznak. Fivérével együtt jeles londoni városrendezői munkákat terveztek meg. Néhány szép síremlék is Robert Adam terveit dicséri, köztük David Hume-é.
Saját épületeik, belsőépítészetük, díszítményeik terveit kiadták könyv formájában Robert és James Adam név alatt.

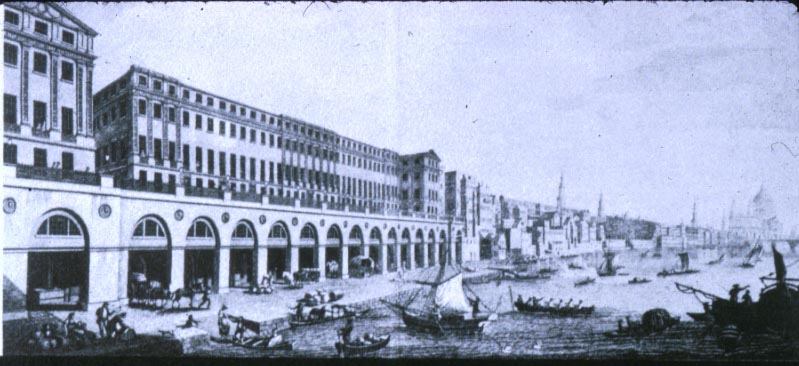
Adelphi-épületek, London, XVIII. sz.

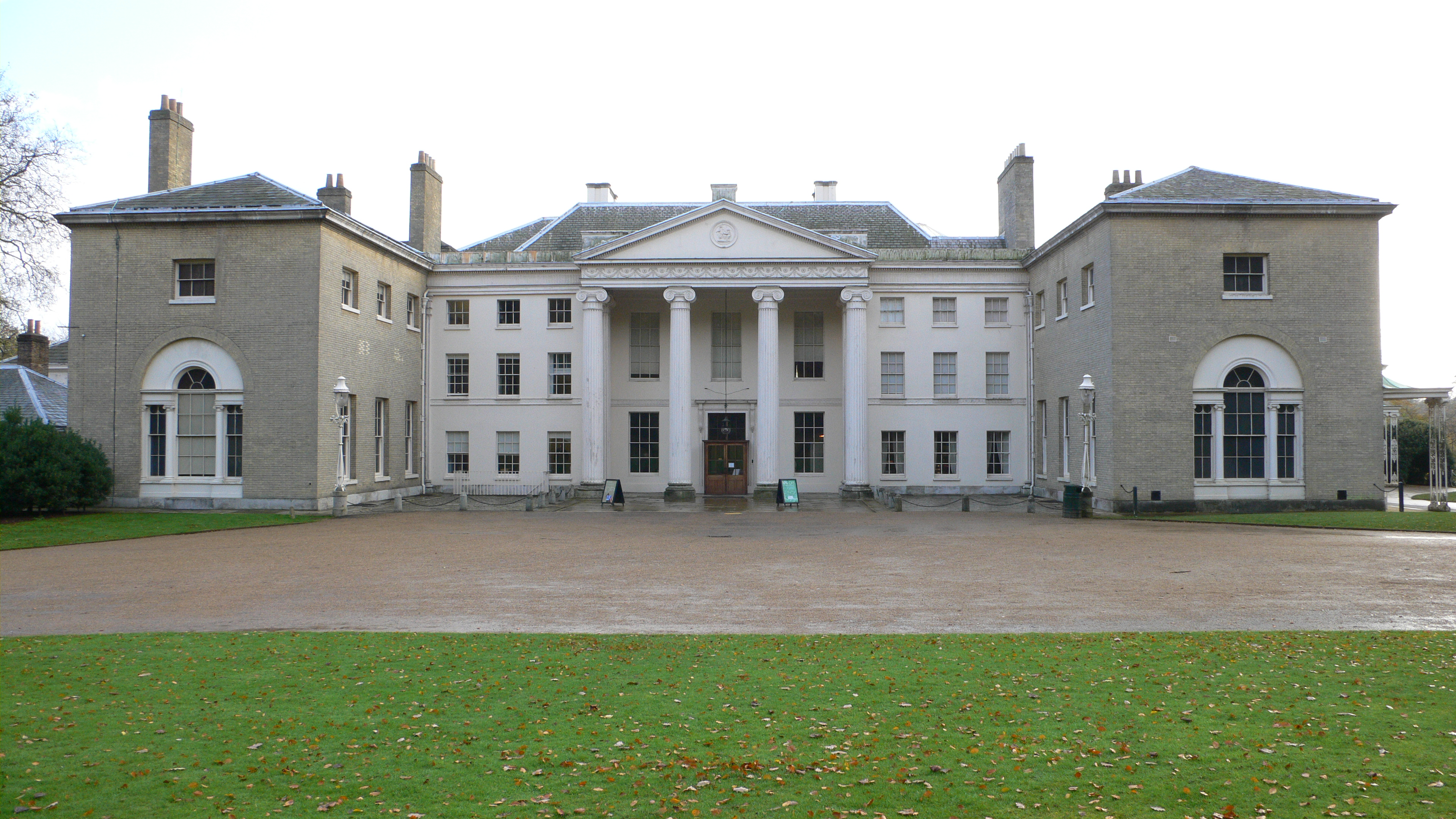
Kenwood House napjainkban

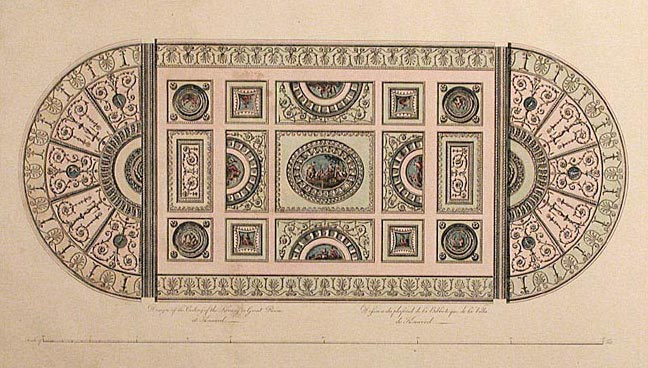
A kenwoodi könyvtár mennyezetének terve

## Jeles munkáiból
- Adelphi-épületek, London (elpusztultak)
- Apsley House, London (1778)
- Bowood House, Calne közelében Wiltshire
- Charlotte Square (északi oldal), Edinburgh (1791)
- Culzean Castle, Airshire, Skócia (1777-90)
- Edinburgh University Old College, Edinburgh
- Hatchlands Park, Surrey, (1758-59)
- Home House, London
- Kedleston Hall, Derby (1759-65)
- Kenwood House, London (1767-69)
- Luton Hoo, Luton, Bedfordshire (1766-70)
- Mistley Towers, Essex
- Old Admiralty, Whitehall, London
- Osterley Park, London (1761)
- Paxton House, Berwick-upon-Tweed (1758)
- Portman Square, London (ma is fennáll)
- Pulteney Bridge, Bath (1770)
- St. James's Square, London (ma is fennáll)
- Syon House, London (1763-64)